# Крута (Новокузнецький район)
Крута́ (рос. Крутая) — присілок у складі Новокузнецького району Кемеровської області, Росія. Входить до складу Кузедеєвського сільського поселення.

## Населення
Населення — 16 осіб (2010; 12 у 2002).
Національний склад (станом на 2002 рік):
- росіяни — 100 %